# Monte Marrat

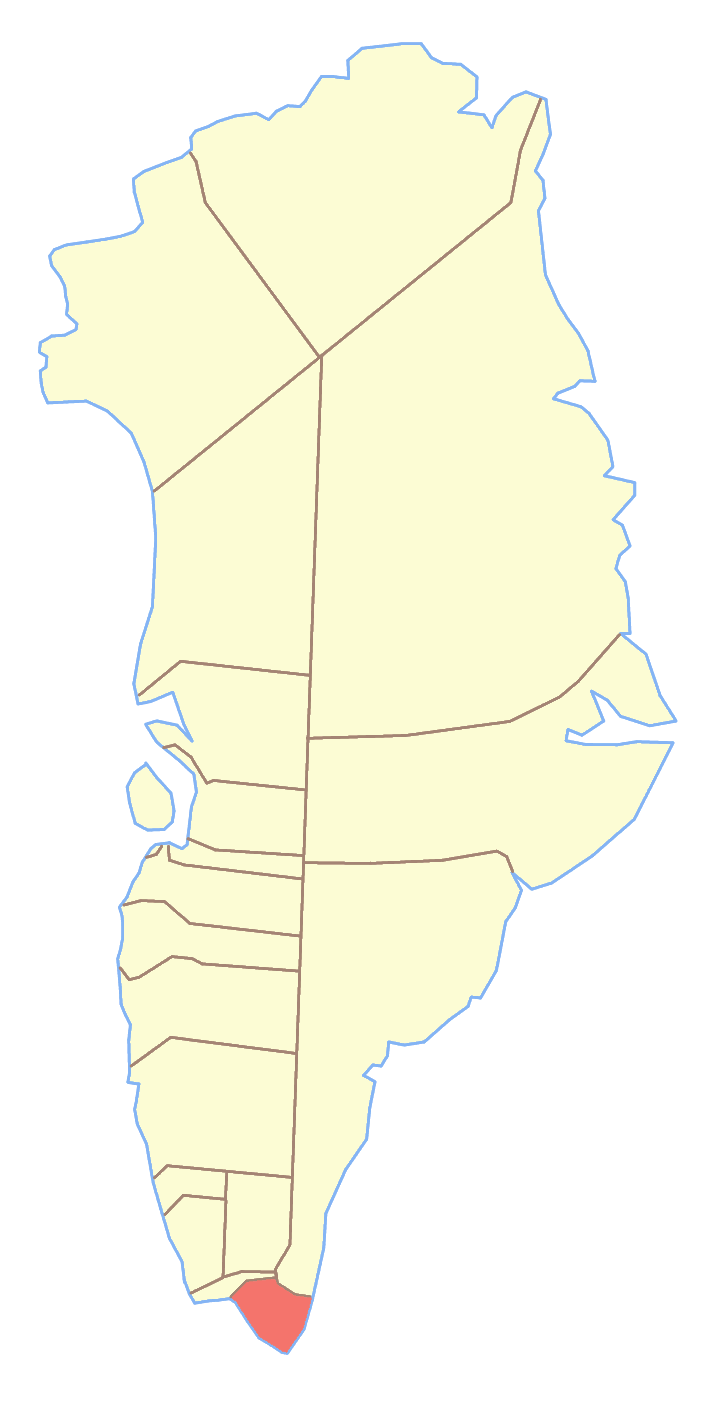
Ex comune di Nanortalik, dove si trovava il Monte Marrat

Il monte Marrat (groenlandese: Marrat Qaqqaat) è una montagna della Groenlandia alta 1214 m. Si trova a 60°32'N 44°45'O; appartiene al comune di Kujalleq.